# Miranda (kommun i Brasilien, Mato Grosso do Sul, lat -20,21, long -56,53)
Miranda är en kommun i Brasilien.   Den ligger i delstaten Mato Grosso do Sul, i den södra delen av landet, 1 000 km sydväst om huvudstaden Brasília. Antalet invånare är 25 615.
Följande samhällen finns i Miranda:
- Miranda

I omgivningarna runt Miranda växer i huvudsak städsegrön lövskog. Runt Miranda är det mycket glesbefolkat, med 4 invånare per kvadratkilometer.